# Cirkel

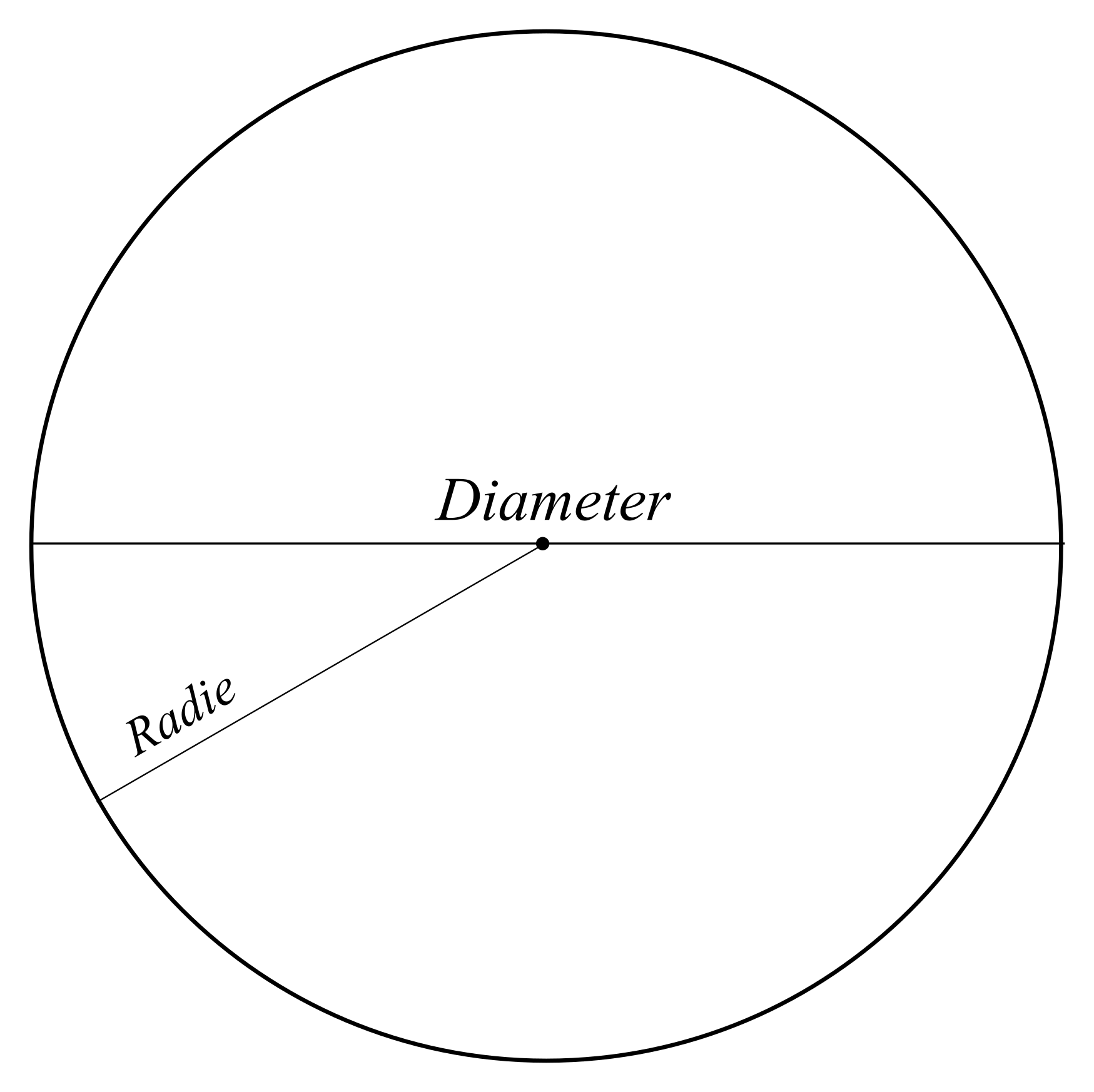
Cirkel

En cirkel är mängden av punkter i planet som ligger på samma avstånd, cirkelns radie, till en given punkt, cirkelns medelpunkt, centrum eller mittpunkt. Cirkeln är en av de grundläggande formerna inom euklidisk geometri.
I dagligt tal och i delar av skolmatematiken används också ordet cirkel för det område som cirkeln innesluter. Detta område benämns i vedertagen matematisk terminologi som  cirkelskiva. 
I tre dimensioner är sfären en analogi till cirkeln. Även i högre dimensioner används ordet sfär för en mängd av punkter på konstant avstånd till en given punkt.
Med hjälp av analytisk beskrivning av cirkeln går det att visa att kvoten mellan en cirkels omkrets och dess diameter är en konstant, alltså oberoende av vilken cirkel som väljs. Denna kvot är talet π som uttalas pi. Man brukar säga att Pi är ungefär 3,14 om man  skulle räkna omkretsen eller Arean. 

## Definitioner
- Längden av den kurva som en cirkel utgör kallas cirkelns omkrets

- En sträcka mellan två punkter på cirkeln och genom medelpunkten kallas för en diameter i cirkeln. Även längden av en sådan sträcka kallas diameter

- En tangent är en linje genom en enda punkt på cirkeln och som är vinkelrät mot en radie till samma punkt

- En korda är en sträcka mellan två punkter på cirkeln

- En sekant är en linje som skär cirkeln i två punkter

- En punkt som ligger i det område som en cirkel omsluter, men inte på cirkeln, sägs ligga i det inre av cirkeln. En punkt på cirkeln sägs ibland vara en punkt på periferin

- En cirkel som går genom samtliga hörn på en given triangel sägs vara en omskriven cirkel. En cirkel som tangerar samtliga sidor på en triangel sägs vara en inskriven cirkel

- En vinkel mellan två kordor AB, BC sägs vara en periferivinkel. En vinkel mellan två radier AM, MB sägs vara en medelpunktsvinkel

- En sammanhängande del av cirkeln kallas för en cirkelbåge

- Ett sammanhängande område begränsat av två radier och en cirkelbåge kallas cirkelsektor

## Cirkelns ekvation

Cirkelns ekvation i kartesiska koordinater visad med hjälp av Pythagoras sats.

- I ett kartesiskt koordinatsystem kan en cirkel med medelpunkt i (x0, y0) och radien r, beskrivas som mängden av punkter som uppfyller

{\displaystyle (x-x_{0})^{2}+(y-y_{0})^{2}=r^{2}\,}
Ekvationen kan ställas upp genom utnyttjande av Pythagoras sats för avståndet mellan punkterna {\displaystyle (x_{0},y_{0})} och {\displaystyle (x,y)} – se figuren till höger.
Denna ekvation kan även skrivas mer allmänt som den kvadratiska funktionen
{\displaystyle f(x,y)=a(x^{2}+y^{2})+bx+cy+d=0}
då {\displaystyle (x-x_{0})^{2}+(y-y_{0})^{2}=r^{2}\Leftrightarrow x^{2}-2x_{0}x+{x_{0}}^{2}+y^{2}-2y_{0}y+{y_{0}}^{2}-r^{2}=0\Leftrightarrow } {\displaystyle ax^{2}+ay^{2}-a\cdot 2x_{0}x-a\cdot y_{0}y+a({x_{0}}^{2}+{y_{0}}^{2}-r^{2})=a\cdot 0=0}, vilket med {\displaystyle b=-a\cdot 2x_{0}}, {\displaystyle c=-a\cdot 2y_{0}} och {\displaystyle d=a({x_{0}}^{2}+{y_{0}}^{2}-r^{2})} ger uttrycket ovan.
- I polära koordinater är cirkelns ekvation

{\displaystyle r^{2}-2rr_{0}\cos(\theta -\phi )+r_{0}^{2}=a^{2}\,}
där a är cirkelns radie, {\displaystyle (r,\theta )} är de polära koordinaterna för en punkt på cirkeln och {\displaystyle (r_{0},\phi )} är de polära koordinaterna för cirkelns centrum.
- I det komplexa talplanet har en cirkel med centrum i c och med radien r, ekvationen {\displaystyle |z-c|=r\,}. I parametrisk form kan detta skrivas

{\displaystyle z=re^{it}+c}
- Cirkeln kan beskrivas som en plan, parametriserad kurva på flera sätt. Till exempel ges en cirkel med medelpunkt i origo och radie r av parametriseringen

{\displaystyle x=r\,\cos t\,}
{\displaystyle y=r\,\sin t\,}
För r = 1 erhålls enhetscirkeln, det vill säga en cirkel med radien 1 och med medelpunkten i origo.

## Area
Cirkelskivans area är 
{\displaystyle A=\pi r^{2}\,}
eller 
{\displaystyle A=\pi d^{2}/4\,}.
Omkretsen är 
{\displaystyle O=2\pi r\,}

### Beräkning av cirkelskivans area

#### Med koncentriska skal
Om cirkelskivan delas upp i koncentriska ringar med omkretsen {\displaystyle 2\pi t} kan arean beräknas med integralen
{\displaystyle A=\int _{0}^{r}2\pi t\,dt=\left[2\pi {\frac {t^{2}}{2}}\right]_{0}^{r}=\pi r^{2}}

#### Med trianglar
Cirkelskivan kan approximativt uppdelas i likbenta trianglar med toppvinklarna {\displaystyle d\theta } samt höjderna r och dess area beräknas med integralen
{\displaystyle A=\int _{0}^{2\pi }{\frac {1}{2}}r\cdot rd\theta =\left[{\frac {1}{2}}r^{2}\theta \right]_{0}^{2\pi }=\pi r^{2}}

## Cirkeln inom Euklidisk geometri
Cirkeln är ett primitivt objekt i den euklidiska geometrin och introduceras i axiomet enligt vilket, givet en sträcka, det finns en cirkel med medelpunkt i en av sträckans ändpunkter och med sträckan som radie. Cirklar används bland annat för att konstruera räta vinklar och för att dela sträckor i två lika delar. Vidare finns ett antal satser i euklidisk geometri om cirklars egenskaper:
- Om A, B och C är punkter på en cirkel och AC är en diameter är vinkeln ABC rät

- För varje triangel finns en och endast en omskriven cirkel

- För varje triangel finns en och endast en inskriven cirkel

- Om A,B,C,D är punkter på en cirkel och M är skärningspunkten mellan kordorna AB och CD, så gäller att |AM||MB|=|CM||MD|

## Apollonius cirkel

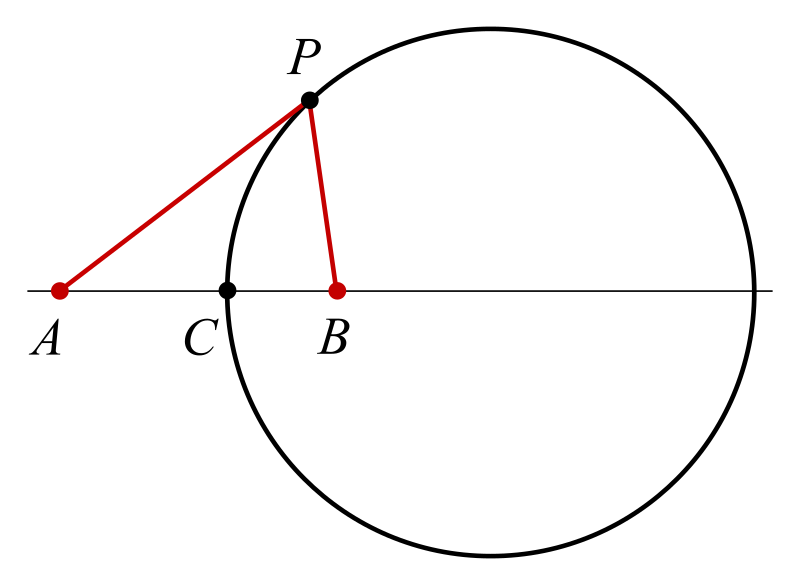
Konstruktion av Apollonius cirkel

Apollonius av Perga visade att en cirkel kan definieras som mängden punkter i ett plan vars avstånd till två fixa punkter har ett konstant förhållande (skilt från 1).
Om de fixa punkterna är A och B (se bild) så gäller för en punkt P på cirkeln att
{\displaystyle {\frac {AP}{BP}}={\frac {AC}{BC}}}
där punkten C på linjen AB anger det konstanta förhållandet.